# او-۹۷ (کریگس‌مارینه)
او-۹۷ (به آلمانی: U-97) یک او-بوت کریگسمارینه از نوع ۷سی با برد بلند بود.

## تاریخچه عملیاتی

### گشت پنجم
در پی صدور فرمان پیشوا در روز ۱۷ سپتامبر سال ۱۹۴۱ مبنی بر اعزام او-بوت‌های کریگس‌مارینه به مدیترانه در جهت پشتیبانی از نیروهای ورماخت در شمال آفریقا و حمله به کشتیرانی تدارکاتی بریتانیا، او-۹۷ به فرماندهی ناوسروان اودو هایلمان با گذر از تنگه جبل‌الطارق اواخر ماه وارد این دریا شد. ساعت ۱ بامداد ۱۷ اکتبر او-۹۷ یک کاروان کوچک را در مسیر اسکندریه به طبرق شناسایی کرد. دقایقی پس از ساعت ۲ بامداد سه اژدر شلیک شد که هیج یک به هدف اصابت ننمود. دو اژدر شلیک‌شده دیگر این بار به اس‌اس ساموس، کشتی بخار ۱۲۰۸ تنی یونانی برخورد کرد که در عرض چند دقیقه موجب غرق شدن آن و مرگ ۳۱ تن از ۳۴ سرنشین شناور گشت. او-۹۷ یک و نیم ساعت بعد دو اژدر دیگر نیز شلیک نمود که یکی از آن‌ها به پَس آو بالماها، تانکر ۷۵۸ تنی بریتاینایی اصابت کرد که به انفجار این شناور و مرگ تمامی ۱۸ خدمه آن انجامید.
یک هفته بعد در اثر یک حادثه درون او-بوت، ویکتور ویلهلم نون، افسر دوم دیده‌بان آن به شدت مجروح شد تا او-۹۷ وادار به حرکت به سمت سالامیس، پایگاه دریایی آلمان در یونان، شود.

## شناورهای غرق‌شده و آسیب‌دیده
| تاریخ         | نام           | تناژ | کشور     | سرنوشت |
| ------------- | ------------- | ---- | -------- | ------ |
| ۱۷ اکتبر ۱۹۴۱ | ساموس         | ۱۲۰۸ | یونان    | غرق‌شده |
| ۱۷ اکتبر ۱۹۴۱ | پَس آو بالماها | ۷۵۸  | بریتانیا | غرق‌شده |